# 沙雁
沙雁（1972年9月—），女，汉族，黑龙江齐齐哈尔人，中共党员，深圳证券交易所党委书记、理事长

## 生平
1993年进入中国有色金属工业总公司从事会计工作。
2000年进入中国证监会工作，先后在西安证管办、陕西证监局任职，2008年进入证监会机构部工作。2013年5月起，先后任中国证监会上市公司监管二部副主任，上市公司监管部副主任，证券基金机构监管部副主任、主任。
2020年6月，任深圳证券交易所党委副书记、总经理。
2023年12月，任深圳证券交易所党委书记。